# Notiobiella stigmatica
Notiobiella stigmatica is een insect uit de familie van de bruine gaasvliegen (Hemerobiidae), die tot de orde netvleugeligen (Neuroptera) behoort. 
Notiobiella stigmatica is voor het eerst wetenschappelijk beschreven door Banks in 1909.